# Ridderorden in Mecklenburg
Dit is een lijst van ridderorden in Mecklenburg
In Mecklenburg, voor de Tweede Wereldoorlog verdeeld in de groothertogdommen Mecklenburg-Schwerin en Mecklenburg-Strelitz, later de vrijstaten Mecklenburg-Schwerin en Mecklenburg-Strelitz en na 1990 deel van het Bondsland Mecklenburg-Voor-Pommeren, hebben in de loop der eeuwen meerdere ridderorden gebloeid. De val van de beide monarchieën in november 1918 maakte een einde aan de orden al bleef de afgezette groothertog Frederik Frans IV de Huisorde van de Wendische Kroon als zijn exclusieve eigendom beschouwen. De troon van Mecklenburg-Strelitz was sinds het voorjaar van 1918 vacant.

## Ridderorde van het hertogdom Mecklenburg-Schwerin
Van het hertogelijk hof in Schwerin en Ludwigslust is niet bekend of er orden bestonden zoals die in Mecklenburg-Strelitz door de hovelingen werden gedragen. Omdat er nog weinig onderzoek is gedaan en de faleristieke literatuur over het hertogdom Mecklenburg-Schwerin nog niet uitgebreid is is het mogelijk dat op veilingen, op portretten of in de literatuur "vergeten" hoforden worden ontdekt.

## Ridderorde van het hertogdom Mecklenburg-Strelitz
- Orde Virtuti Constanti rond 1705
- Orden de la Fidelité et Constance rond 1745
- Orde du Chêne et du Tombeau 1748

Deze drie orden hebben slechts korte tijd bestaan.

## Ridderorde van het groothertogdom Mecklenburg-Schwerin
- Huisorde van de Wendische Kroon 12 mei 1868 tot november 1918
- Orde van de Griffioen 15 september 1884 tot november 1918

## Ridderorde van het groothertogdom Mecklenburg-Strelitz
- De Huisorde van de Wendische Kroon 12 mei 1868 tot november 1918
- De Orde van de Griffioen na 1904 tot november 1918
- De Orde voor Kunst en Wetenschap 19 juni 1909 tot november 1918

## Ridderorde van Mecklenburg-Voor-Pommeren
- De Orde van Verdienste van het Land Mecklenburg-Voor-Pommeren 23 april 2001